# Hemioplisis icarinaria
Hemioplisis icarinaria är en fjärilsart som beskrevs av Charles Oberthür 1912. Hemioplisis icarinaria ingår i släktet Hemioplisis och familjen mätare. Inga underarter finns listade i Catalogue of Life.